# 영일중학교 (경기)
영일중학교(靈一中學校)는 대한민국 경기도 수원시 영통구 영통동에 있는 공립 중학교이다.

## 학교 연혁
- 1997년 1월 14일 : 영일중학교 30학급 설립인가
- 1998년 3월 1일 : 초대 이종억 교장 취임
- 1998년 3월 2일 : 영일중학교 개교(6학급 편성)
- 1999년 2월 12일 : 제1회 졸업식 35명(남 12명, 여 23명) 졸업생 누계 35명
- 2000년 7월 28일 : 교사 4, 5층 증축(보통교실 12, 특별교실 6, 급식실 등)
- 2022년 9월 1일 : 제11대 이정임 교장 취임
- 2024년 1월 12일 : 제26회 졸업식(228명 졸업) 졸업생 누계(7,697명)
- 2024년 3월 4일 : 총 22학급 편성 (1학년 6학급, 2학년 8학급, 3학년 8학급)

## 참고 자료
- 영일중학교 - 한국교육학술정보원 학교알리미